# Bryce Fisher
Bryce Alexander Fisher (Renton, 12 maggio 1977) è un ex giocatore di football americano statunitense che gioca ha giocato nel ruolo di defensive end nella National Football League (NFL). Fu scelto nel corso del settimo giro (248º assoluto) del Draft NFL 1999 dai Buffalo Bills. Al college giocò a football alla United States Air Force Academy.

## Carriera professionistica

### Buffalo Bills
Fisher fu scelto nel corso del settimo giro del Draft 1999 dai Buffalo Bills. Si unì ai Bills nel 2001 dopo aver completato gli ultimi due anni di servizio presso la forza aerea. Nel 2001 partì due volte come titolare in tredici partite per Bills, terminando la stagione con 33 tackle e 3 sack

### St. Louis Rams
Il 4 settembre 2002, Fisher firmò coi St. Louis Rams. Nel 2002 disputò quattro gare in difesa e negli special team, mettendo a segno 11 tackle. La stagione successiva disputò tutte le 16 partite, partendo come titolare in una come defensive end sinistro con un record in carriera di 47 tackle, oltre a 2 sack, un passaggio deviato, due fumble forzati e un altro primato di 27 tackle come membro degli special team. Nel 2004 Fisher partì come titolare in 14 delle 16 partite dei Rams con i nuovi primati in carriera di 77 tackle e 8,5 sack (primo della squadra).

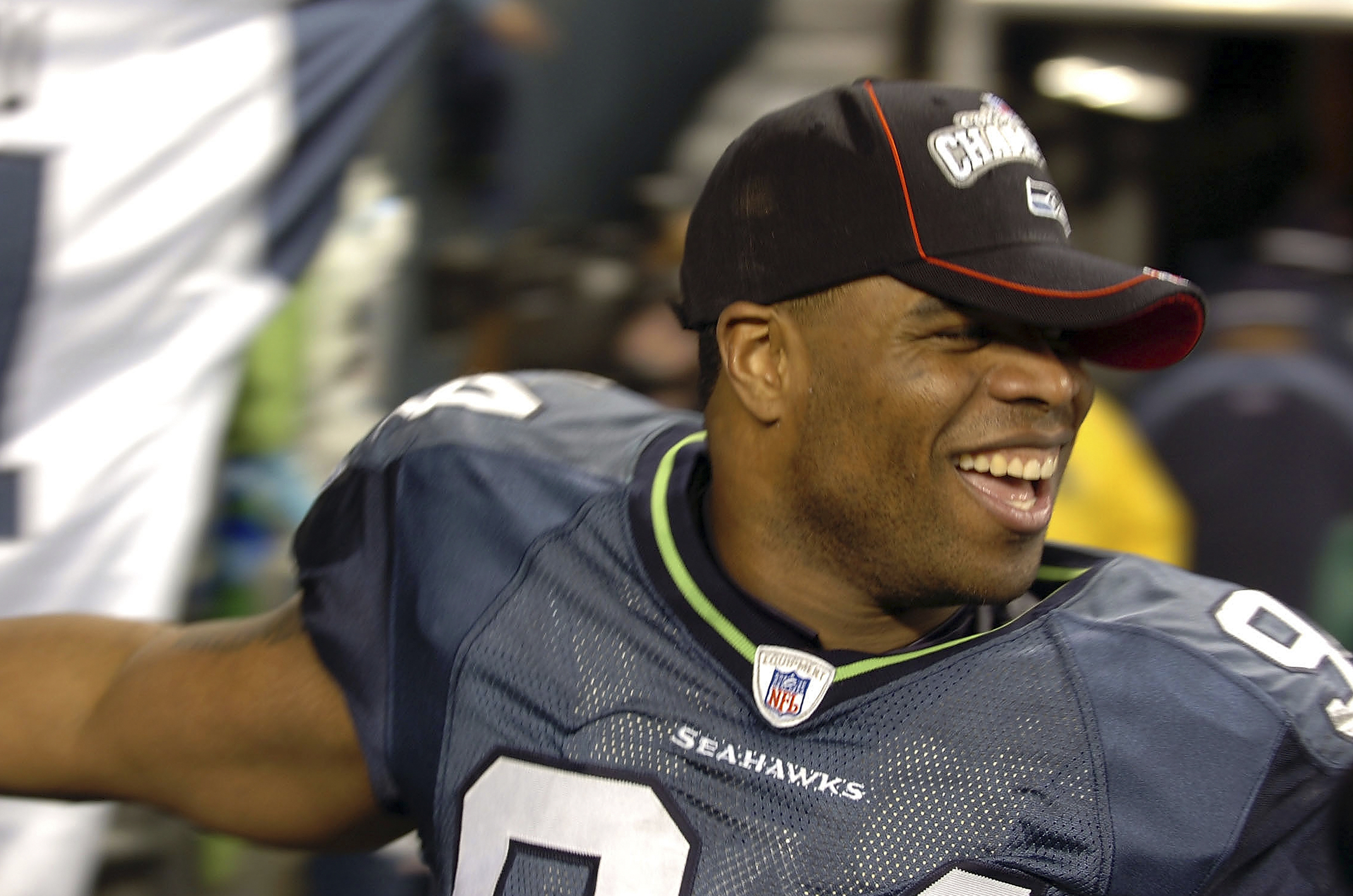
Fisher poco dopo che i Seahawks vinsero la finale della NFC del 2005.

### Seattle Seahawks
Il marzo 2005, Fisher firmò un contratto quadriennale del valore di 10 milioni di dollari coi Seattle Seahawks. Partì come titolare in 15 gare con la squadra, guidandola con 9 sack e contribuendo a raggiungere il Super Bowl XL in cui partì come titolare, perdendo contro i Pittsburgh Steelers. La stagione seguente, Fisher disputò tutte le 16 gare come titolare, con 46 tackle e 4,0 sack.

### Tennessee Titans
I Seattle Seahawks lo scambiarono coi Tennessee Titans l'11 settembre 2007, dopo che Fisher aveva già disputato una gara per Seattle. Fisher disputò 9 gare coi Titans nel 2007 con 5 tackle e un passaggio deviato. Fu svincolato il 23 luglio 2008.

## Palmarès

### Franchigia
- National Football Conference Championship: 1

Seattle Seahawks: 2005

### Individuale
- Difensore della NFC del mese: 1

dicembre 2004
- Difensore della NFC della settimana: 1

16ª del 2004

## Statistiche
| Tackle totali  | 222  |
| Sack           | 26,5 |
| Intercetti     | 0    |
| Fumble forzati | 6    |